# Pârâul cu Pietriș
Pârâul cu Pietriș este un curs de apă, afluent al râului Ghimbav. 